# Alphonse Matejka
Alphonse Matejka (9 de gener de 1902 en Sankt Gallen, Suïssa - 27 d'octubre de 1999 en La Chaux-de-Fonds, Suïssa) va ser un occidentalista d'origen txec.
Els Matejka eren originaris de Wischkovitz (Bohèmia). El seu pare va arribar a Suïssa abans de 1900, potser a causa de la falta d'oportunitats laborals a la República Txeca. Se li va concedir la ciutadania suïssa en 1915. El seu fill Alphonse va néixer en Sankt Gallen el 9 de gener de 1902. Va passar els seus últims anys com a estudiant en la secció mercantil de l'escola cantonal on va fundar un sindicat d'estudiants amb el nom d'Indústria Sangallensis. A causa de la seva habilitat lingüística, va aconseguir aconseguir un treball en Reichenbach & Co. Aquesta empresa ho traslladaria més tard a la seva filial a París. Allí va conèixer a la seva esposa, Jeanne Bellanger. La parella es va casar en 1928. En els anys 30 es va traslladar a Zúric i després a Amsterdam en 1936, tornant a Suïssa per a instal·lar-se finalment en La Chaux-de-Fonds on va aconseguir un treball en la indústria rellotgera.
Alphonse Matejka parlava diverses llengües romanços i germàniques. També es desembolicava en rus, podent escriure per a una revista russa i fins i tot traduir a aquest idioma per a l'Acadèmia de Ciències de Rússia. Es va comprometre amb el moviment idista. No obstant això, va començar a donar suport a l'occidental en 1937. En 1942 va publicar la primera edició del llibre de text OCCIDENTAL die internationale Welthilfssprache. Li va seguir en 1945 Wörterbuch Occidental-Deutsch, Deutsch-Occidental. Aquest llibre es basava en les obres de Joseph Gär i Ric Berger. Després de canviar el nom de l'idioma a interlingue, va escriure i va actualitzar el llibre Interlingue die natürliche Welthilfssprache, für Millionen geschaffen, von Millionen verstanden. Vollständiger Lehrgang en 20 Lektionen. També va ser editor principal de Cosmoglotta durant diversos anys.